# Campo di prigionia di Guantánamo
Il Centro di detenzione di Guantánamo (in spagnolo: Centro de detención de la bahía de Guantánamo) è una struttura detentiva degli Stati Uniti di massima sicurezza interna alla base navale di Guantánamo, situata sulla costa dell'omonima baia sull'isola di Cuba.
Il Centro è noto all'opinione pubblica mondiale per via delle sistematiche violazioni delle convenzioni di Ginevra riguardo ai prigionieri di guerra, quali detenzioni a tempo indefinito senza previo processo e torture, ivi perpetrate prevalentemente su prigionieri ritenuti connessi al terrorismo di matrice islamica.
L'area di detenzione era composta da tre campi: il Camp Delta (che include il "Camp Echo"), il Camp Iguana ed il Camp X-Ray (al quale è ispirato l'omonimo film); quest'ultimo è stato chiuso il 29 aprile 2002.

## Apertura ufficiale
La fase embrionale delle vicissitudini che portarono alla nascita della prigione si sviluppò a partire dal 1º marzo 1901, in cui venne stipulato l'Emendamento Platt, una risoluzione congiunta emanata dal Congresso degli Stati Uniti avente l'obiettivo di stabilire le condizioni per il ritiro delle truppe statunitensi alla fine della guerra ispano-americana, che sancì l'indipendenza di Cuba dalla Spagna, tra cui la possibilità concessa agli Stati Uniti di creare fino a quattro basi navali sull'isola, la prima delle quali fu la prigione di Guantánamo Bay.
La struttura detentiva era formata da tre campi: il Camp Delta (che include il "Camp Echo"), il Camp Iguana e il "Camp X-Ray" (al quale è ispirato l'omonimo film), quest'ultimo chiuso il 29 aprile 2002, ed era gestita dalla Joint Task Force Guantánamo (JTF-GTMO) del Southern Command del Dipartimento della difesa degli Stati Uniti d'America. Tuttavia, il giorno 11 gennaio 2002, il governo degli Stati Uniti d'America, all'epoca presieduto da George W. Bush, ha aperto un nuovo campo di prigionia all'interno della base, finalizzandolo alla detenzione di prigionieri catturati in Afghanistan e in Pakistan, anche tramite extraordinary rendition, ritenuti collegati ad attività terroristiche, coniando il nuovo status di "combattenti nemici illegali", malgrado le ripetute denunce da parte delle Nazioni Unite per violazione dei diritti umani.

## Detenuti e condizioni di detenzione

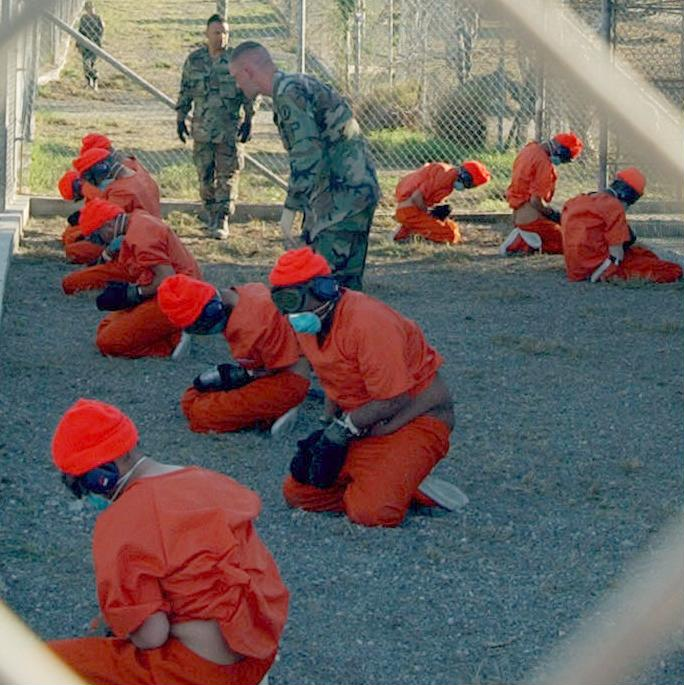
Detenuti in arrivo a Camp X-Ray vestiti con le caratteristiche tute arancioni divenute simbolo della struttura.

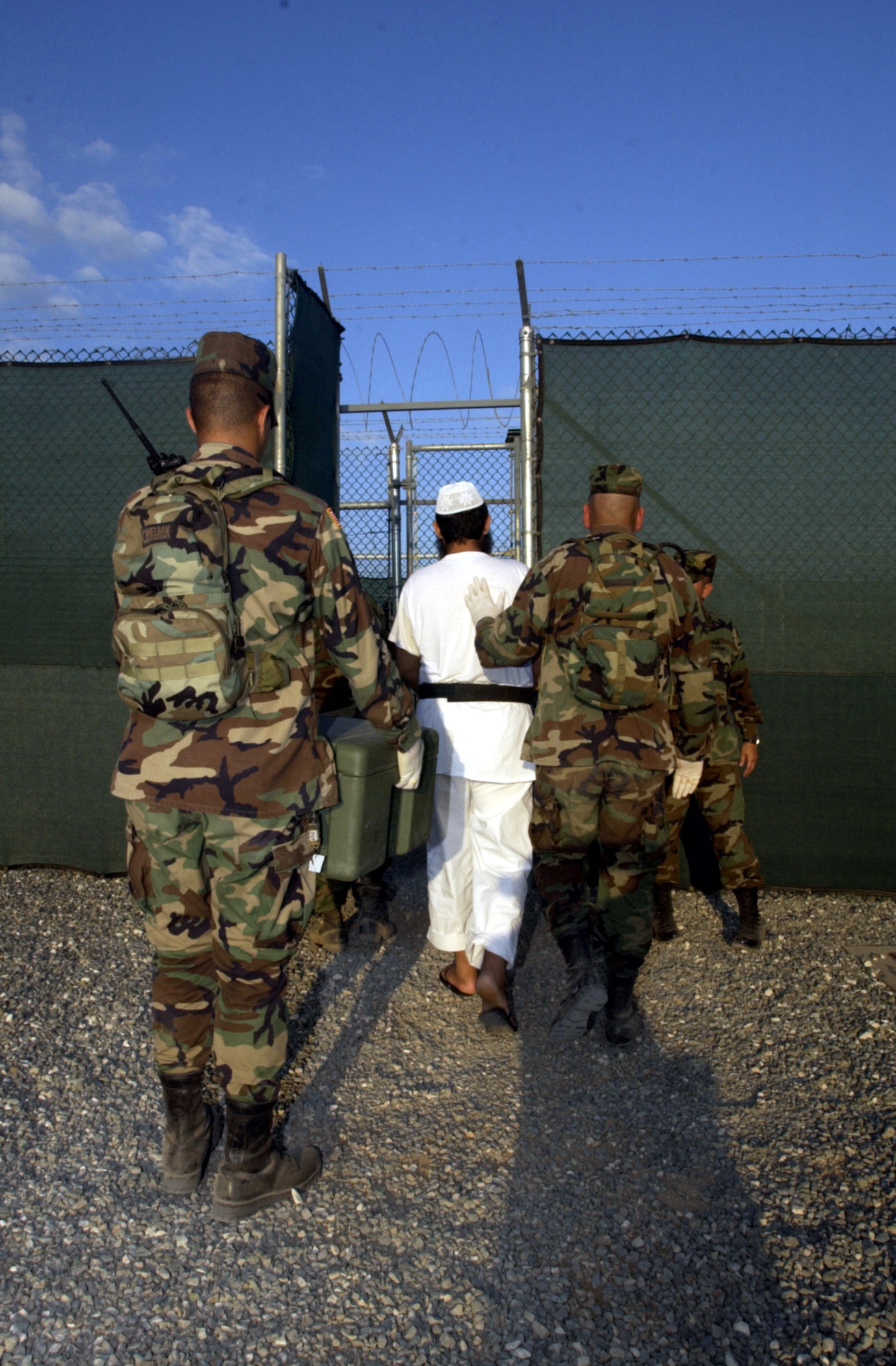
Un prigioniero è scortato a una struttura di media sicurezza a Guantánamo Bay.

Il numero totale di prigionieri che sono stati detenuti nella prigione di Guantánamo ammonta complessivamente a circa 800. Nel gennaio 2002 i detenuti erano 158. Nel 2003 aumentarono fino a circa 650. Secondo il Washington Post nel 2004 vi sarebbero stati almeno 367 prigionieri. Nell'ottobre 2006 i detenuti erano circa 500. . Nel febbraio 2011, erano detenuti a Guantánamo ancora 172 prigionieri.
Circa le modalità di funzionamento della parte carceraria della base, si sono levate polemiche riguardo alle condizioni di reclusione e all'effettivo status giuridico-fattuale dei reclusi. Da parte di alcuni osservatori si sostiene infatti che i reclusi non sarebbero classificati dal governo USA come prigionieri di guerra, né come imputati di reati ordinari (il che potrebbe garantire loro processi e garanzie ordinarie), ma sarebbero invece ristretti come detainees (detenuti) senza altro dichiarato titolo: Lord Steyn lo definì un vero e proprio "buco nero legale".
Il dipartimento della Difesa degli Stati Uniti ha diffuso alcune fotografie dei detenuti nella base militare. L'allora segretario della difesa Donald Rumsfeld ha dichiarato che questi prigionieri sarebbero "combattenti nemici" cui non si applica "alcuno dei diritti della convenzione di Ginevra". Essi "non saranno considerati come prigionieri di guerra, perché non lo sono", ha precisato.
Nel gennaio 2002 l'alto commissario per i diritti dell'uomo dell'ONU, Mary Robinson, ha protestato contro le condizioni di detenzione dei prigionieri. L'ex-presidente della Repubblica d'Irlanda ha insistito sugli "obblighi internazionali, che vanno rispettati". Rispondendo il 21 gennaio alle critiche mosse, Rumsfeld ha affermato che esso sarebbe conforme "nelle parti essenziali" alla convenzione di Ginevra.
Il 29 giugno 2006, in occasione dell'appello di un detenuto, Salim Ahmed Hamdan, una sentenza della Corte Suprema degli Stati Uniti ha stabilito la violazione della Convenzione di Ginevra e il Codice di Giustizia Militare statunitense dovuta:
- alle modalità di detenzione dei prigionieri all'interno della base di Guantánamo;
- ai tribunali militari speciali istituiti per giudicarne i detenuti.

La legislazione approvata a dicembre 2005 (legge sul trattamento dei detenuti del 2005) ha revocato il diritto dei detenuti di Guantánamo di presentare istanze di habeas corpus presso corti federali statunitensi contro la loro detenzione o trattamento, permettendo soltanto limitati appelli contro le decisioni dei Tribunali di revisione dello status di "combattente" e delle commissioni militari. È così stato messo in discussione il futuro di circa 200 casi in corso in cui i detenuti avevano presentato ricorso contro la loro detenzione in seguito a una sentenza della Corte Suprema degli Stati Uniti del 2004, che aveva decretato il loro diritto a presentare tali ricorsi.
Amnesty International, in un rapporto risalente al 2006 riportò che:
- I tribunali di revisione dello status di combattente (CSRT) istituiti dal governo nel 2004, hanno reso noto, nel marzo 2004, che il 93% dei 554 detenuti esaminati erano da considerarsi a tutti gli effetti "combattenti nemici". I detenuti non avevano un rappresentante legale e molti di loro hanno rinunciato a partecipare alle udienze dei CSRT, che potevano avvalersi di prove segrete e di testimonianze estorte sotto tortura;
- nell'agosto 2005, un imprecisato numero di reclusi ha ripreso lo sciopero della fame già iniziato a giugno per protestare contro la perdurante mancanza di accesso a una corte indipendente e contro le dure condizioni di detenzione, che sarebbero state caratterizzate anche da violenze e pestaggi. Più di 200 detenuti (cifra contestata dal Dipartimento della Difesa) avrebbero partecipato almeno a una fase della protesta. Diversi detenuti hanno denunciato di essere stati vittime di aggressioni fisiche e verbali e venivano alimentati a forza: alcuni hanno riportato lesioni causate dall'inserimento brutale di cannule e tubi nel naso. Il governo ha negato qualsiasi maltrattamento. A fine anno lo sciopero della fame era ancora in corso;
- a novembre 2005 tre esperti in diritti umani delle Nazioni Unite hanno declinato l'offerta di visitare la base di Guantánamo presentata dal governo degli Stati Uniti, poiché quest'ultimo aveva posto restrizioni contrastanti con quanto normalmente stabilito dagli standard internazionali sulle ispezioni di questo tipo.

L'ex segretario di Stato Colin Powell nel 2006 esordì al Congresso, criticando l'amministrazione di cui aveva fatto parte: «Se solo guardate come ci vedono nel mondo e il genere di critiche che ci sono state mosse per Guantánamo, Abu Ghraib e le rendition, ci crediate o meno, la gente sta cominciando a chiedersi se rispettiamo davvero i nostri alti standard».

## Tentativi di chiusura

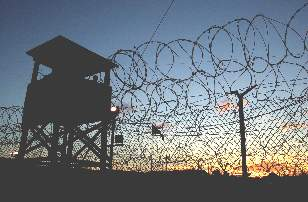
Camp X-Ray al tramonto.

Nel dicembre 2008 iniziò a essere affrontato il problema della chiusura della prigione, dopo che il neoeletto presidente Barack Obama aveva manifestato tale intenzione.
Il 21 gennaio 2009 il presidente statunitense firmò l'ordine di chiusura del carcere (ma non della base militare), che doveva essere smantellato entro l'anno. A tredici anni di distanza, ciò non è ancora avvenuto, anche a seguito del voto contrario del Senato degli Stati Uniti, il quale, con 80 voti sfavorevoli e 6 favorevoli, ha respinto il piano di chiusura il quale prevedeva un costo di circa 80 milioni di dollari.
Nonostante alcune liberazioni, rimpatri e varie delocalizzazioni presso Stati amici disposti ad accogliere gli ex prigionieri, il regime delle poche centinaia ancora rimaste sull'isola è considerato ancora in contrasto con le obbligazioni internazionali degli Stati.
Nel discorso sullo stato dell'Unione per il 2018, l'allora presidente Donald Trump ha annunciato l'abbandono del programma di progressiva chiusura della prigione. Nel 2024 il campo ospitava ancora 26 detenuti.

## Filmografia
- Codice d'onore, film thriller legale del 1992 diretto da Rob Reiner. Narra un processo della giustizia militare statunitense su un omicidio avvenuto nella base di Guantanamo, chiara la denuncia del militarismo più estremo e l'omertà negli ambienti militari.
- The Road to Guantanamo, film documentario del 2006 diretto da Michael Winterbottom e Mat Whitecross. Racconta la storia vera della detenzione nel campo di Guantánamo Bay di tre giovani inglesi catturati in Afghanistan nel 2001 e ritenuti - a torto - militanti di Al Qaida. 
I tre giovani (Ruhal Ahmed, Asif Iqbal e Shafiq Rasul) vennero liberati solo nel 2004.
- Camp X-Ray, è un film drammatico del 2014 scritto e diretto da Peter Sattler, con protagonisti Kristen Stewart, Peyman Moaadi e John Carroll Lynch. Narra la vicenda di una giovane soldatessa che viene trasferita nel campo X-Ray del carcere di Guantánamo. Dopo varie difficoltà di adattamento, Amy (il nome della protagonista) riuscirà a legare un rapporto di amicizia con un prigioniero rinchiuso lì da otto anni.
- Taxi to the dark side, 2007, è un film documentario diretto da Alex Gibney che descrive la storia di un tassista afghano rinchiuso e torturato nella prigione. Il film ha anche vinto l'Oscar al miglior documentario e ha ricevuto per lo più critiche positive.
- The Mauritanian (2021)

## Teatro
- Nel 2018 la Compagnia Teatrale Kivo Teatro, di Roma, porta in scena nella capitale italiana varie repliche dello spettacolo Guantanamo - Errore di Sistema, scritto e diretto da Matteo Pantani, Sonia Remorini e Mariano Viggiano, in collaborazione con l'Associazione Nazionale di Amicizia Italia-Cuba, con lo scopo di denunciare le atrocità perpetrate all'interno del campo.